# 원 (래퍼)
원(One, 본명: 정제원, 1994년 3월 29일~)은 대한민국의 래퍼인데, 힙합 음악 듀오 《원펀치》의 이전 멤버이자 리더였었다. 《쇼미더머니 4》와 《쇼미더머니 5》에 출연한 경력이 있는 래퍼이기도 하다.

## 음반

### 원펀치
- The Anthem

### 개인 음반
- 힐끔힐끔 (with Dok2, The Quiett)
- One Day

### 그룹 / 단체 음반
- Show Me The Money 5 Episode 1 (with Simon Dominic, GRAY, G2)
- Show Me The Money 5 Episode 2 (with Simon Dominic, GRAY)

## 가수 외 활동

### 드라마
- 2017년 tvN 주말드라마 《화유기》 - 젊은 청년 홍해아 역
- 2018년 tvN 드라마 스테이지 《문집》 - 진현 역
- 2018년 tvN 주말드라마 《나인룸》 - 기찬성 역
- 2019년 tvN 수목드라마 《그녀의 사생활》 - 차시안 역
- 2019년 tvN 주말드라마 《아스달 연대기》 - 소년 타곤 역 (장동건 아역)

### 영화
- 《굿바이 썸머》 (2019년) - 현재 역

### 예능
- 《Show Me The Money 5》 - (2016년, Mnet)
- 《훈터뷰》 (2017년, 딩고 스튜디오) - with 그루비룸
- 《하트시그널 2》 (2018년, 채널A)